# Guillaume Laurant

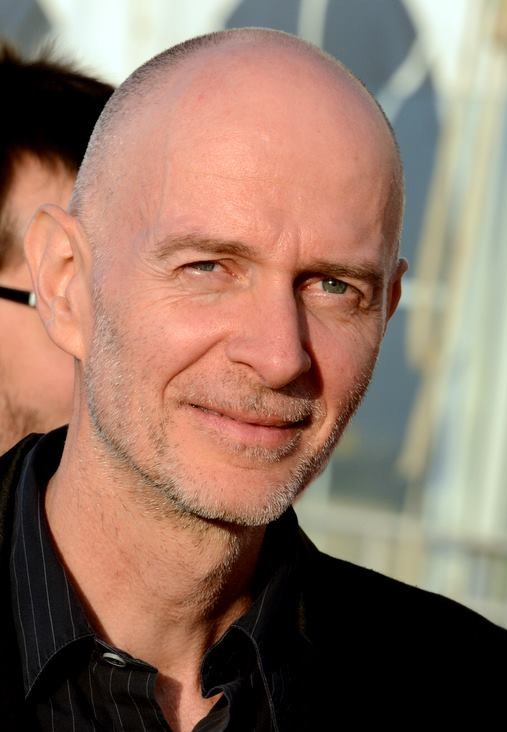
Guillaume Laurant 2013.

Guillaume Laurant är en fransk manusförfattare, som bland annat samarbetat med regissören Jean-Pierre Jeunet. Bland annat har de skrivit manus till filmerna Amelie från Montmartre (2001) och En långvarig förlovning (2004) tillsammans. De var nominerade till en Oscar och belönades med BAFTA-priset för manuset till Amelie från Montmartre.
Han är gift med skådespelaren Sandrine Bonnaire och de har en dotter som föddes 2004.